# آکواریوم اسرائیل
آکواریوم خانواده گاتسمن اسرائیل (به انگلیسی: The Gottesman Family Israel Aquarium) یا به صورت ساده‌تر آکواریوم اسرائیل (به انگلیسی: Israel Aquarium) یک آکواریوم عمومی در اورشلیم، اسرائیل است که در روز ۱۹ ژوئن ۲۰۱۷ افتتاح شد. این آکواریوم بر محیط دریایی اطراف اسرائیل شامل دریای سرخ، دریای مدیترانه، دریاچه طبریه و دریای مرده متمرکز است. این آکواریوم توسط خانواده تیش ساخته شده است و در کنار باغ وحش بیبلیکال در اورشلیم قرار دارد.

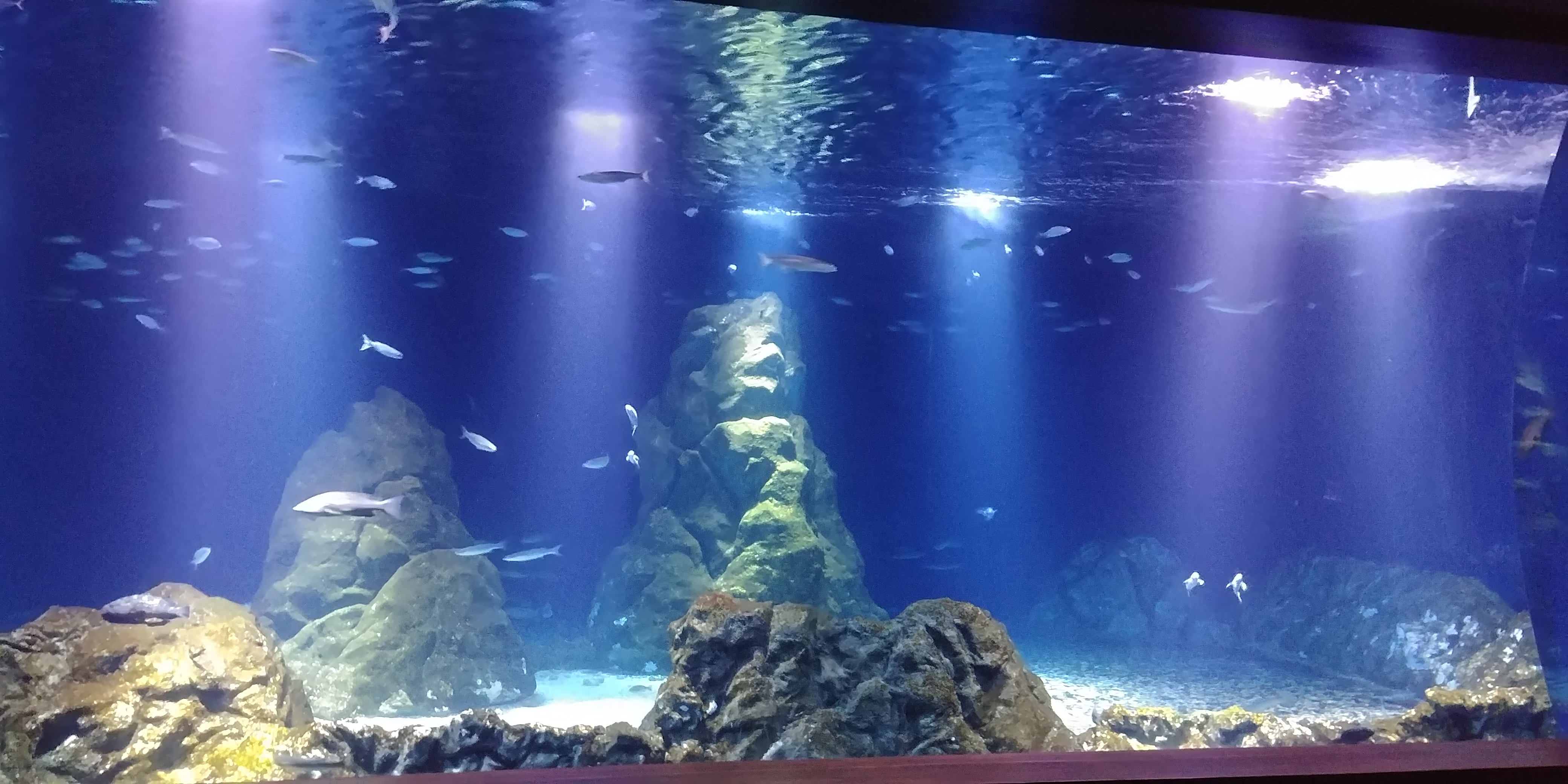
نمایی از آکواریوم اسرائیل

## مشخصات

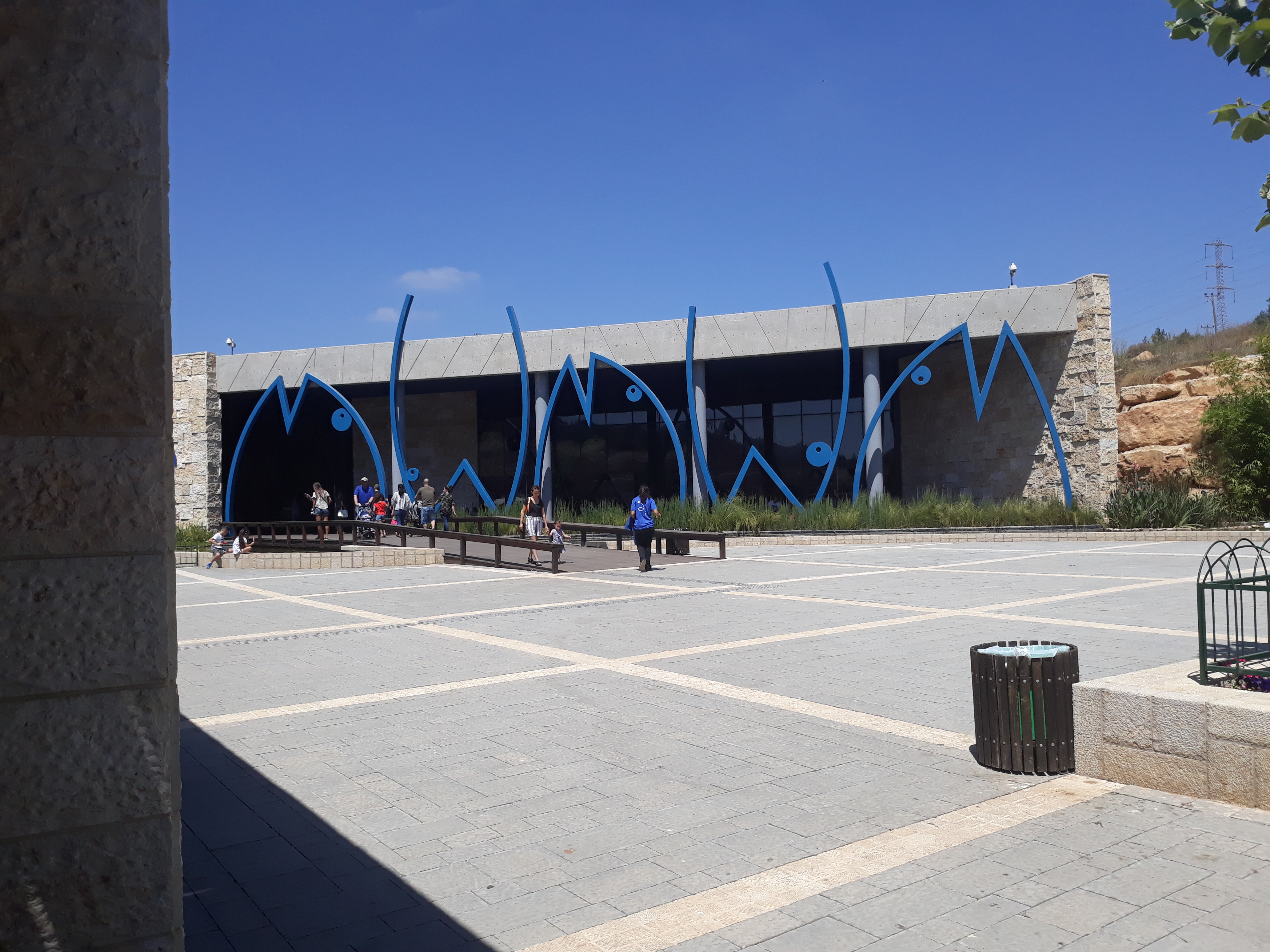
دالان ورودی

آکواریوم در مساحتی بالغ بر ۶٬۵۰۰ مترمربع ساخته شده است و بخش‌های نمایشی مختلفی را ارائه می‌دهد:
- سالن ورودی_ سالن ورودی شامل یک کیوسک اطلاعات و اتاق در بر گیرنده صندوق‌های قفل‌دار است. این سالن اولین بخش نمایش را شامل می‌شود که یک توده ماهی که در بر گیرنده صدها ماهی است را به نمایش گذاشته است.
- گالری چهار دریای اسرائیل_ این گالری چهار دریای اطراف اسرائیل شامل دریاچه طبریه، دریای سرخ، دریای مدیترانه و دریای مرده را ارائه کرده است. بخش دریاچه طبریه، تیلاپیای آبی را به نمایش گذاشته است و بخش دریای مرده یک قاب نمایشی است. در بخش دریای مدیترانه، خرابه‌های ساحلی مشابه با منطقه قیساریه در معرض نمایش قرار داده شده که شامل ماهی سیم سرطلایی (gilt-head sea bream) است. در بخش دریای سرخ، ده‌ها خروس ماهی از دو گونه به نمایش گذاشته شده است.
- ساحل مدیترانه_ این بخش سواحل دریای اسرائیل را که به دو زیستگاه ساحل صخره‌ای و ساحل شنی تقسیم‌بندی شده در معرض دید قرار داده است.
- گالری دیسکاوری _ این گالری از بخش‌های نمایشی مختلف کوچکتری تشکیل شده است که جنبه‌هایی از زیستگاه‌های دریایی را معرفی کرده است. در اولین بخش یک کشتی به گل نشسته و دریل حفاری ویژه نفت یا گاز و حلقه‌ای از سیم خاردار وجود دارد. در بخش استخر روباز، بازدید کنندگان می‌توانند به لقمه‌ماهی معمولی غذا بدهند. در اطراف استخر بخش‌های مختلف نمایشی شامل اسب دریایی، سنگ‌ماهیان، قورباغه‌ماهی و مارماهی روبانی (ribbon eels) وجود دارد.
- گالری دریای مدیترانه _ این گالری شامل گونه‌های ماهی مدیترانه‌ای همچون انواع کفال، سفره‌ماهی و مارماهی است. این بخش همچنین دارای یک مخزن بزرگ با تونلی با قابلیت تماشای محیط زیر آب و یک دالان با پنجره‌هایی است که آبزیان را می‌توان تماشا کرد.
- گالری فیلم کانال سوئز _ این گالری که گالری‌های دریای سرخ و مدیترانه را به هم متصل می‌کند یک فیلم مستند چهار دقیقه‌ای را در معرض تماشا قرار می‌دهد که ساخت کانال سوئز و اثرات زیست‌محیطی آن را شرح می‌دهد. این فیلم بیشتر بر روی پدیده مهاجرت لسپسین، مهاجرت گونه‌های مختلف آبزیان از دریای سرخ به دریای مدیترانه، متمرکز است.
- اولین گالری دریای سرخ _ این‌ گالری دارای صدها دلقک‌ماهی است. این ماهی‌ها از یک مزرعه پرورش ماهی ویژه در عربه آورده شده بودند.
- گالری عروس دریایی _ راهرویی دارای چندین گونه مختلف عروس دریایی.
- دومین گالری دریای سرخ _ در مرکز این‌ گالری یک بخش نمایشی بزرگ قرار دارد که آب‌سنگ‌های دریای سرخ در نزدیکی سواحل شهر ایلات را در معرض نمایش گذاشته است‌. این نمایشگاه شامل صدها گونه مختلف ماهی از قبیل زمردماهی دلقک، کوسه گورخری، خارپشت‌ماهی، بادکنک‌ماهی، سرکار استوار ماهی (sergeant fish)، فریباماهیان، زمرد‌ماهی رنگارنگ و گونه‌های دیگری است‌‌. در این‌ گالری همچنین بخشی شامل انواع خرچنگ و مارماهی وجود دارد‌.
- مجموعه صدف _ آکواریوم مجموعه بزرگی از صدف‌های سراسر جهان را در معرض نمایش قرار داده است.